# Forțele armate ale Albaniei
 Forțele armate ale Albaniei (FAA) (albaneză Forcat e Armatosura të Republikës së Shqipërisë (FARSH)) sunt forțele armate ale Albaniei.  Aceste sunt alcătuite din Statul Major General , Comandamentul General al Forțelor Albaneze, Comandamentul Logistic Albanez și Comandamentul de Insstruire și Doctrină Albanez.
Sediul Statul Major General este în Durrës.
Armata Albaneză este sprijinită de Statele Unite, Germania, Olanda, Italia, Regatul Unit, Grecia, Turcia, Elveția, Danemarca și Belgia.

## Misiuni de menținere a păcii
| Țara          | Misiunea | Organizația                  | Nr. de soldați |
| ------------- | -------- | ---------------------------- | -------------- |
| Afghanistan   | ISAF     | NATO                         |                |
| Ciad          | UNMCARC  | Organizația Națiunilor Unite |                |
| Côte d'Ivoire | UNOCI    | Organizația Națiunilor Unite |                |
| Liberia       | UNMIL    | Organizația Națiunilor Unite |                |

## Referențe
1. 1 2 3 4 5  „Albania”. CIA Factbook. Arhivat din original la 24 decembrie 2018. Accesat în 7 ianuarie 2012.
2. ↑  „Merr detyrën kreu i ri i Forcave të Armatosura”. top-channel.tv.
3. ↑  Koci, Jonilda. „Albania to abolish conscription by 2010”. SETimes. Accesat în 4 septembrie 2010.
4. ↑  „MEICO”. Arhivat din original la 24 iulie 2019. Accesat în 7 ianuarie 2012.

## Grade
- Albanian uniform insignia Arhivat în 20 februarie 2012, la Wayback Machine.